# Paepalanthus almasensis
Paepalanthus almasensis är en gräsväxtart som beskrevs av Harold Norman Moldenke. Paepalanthus almasensis ingår i släktet Paepalanthus och familjen Eriocaulaceae. Inga underarter finns listade i Catalogue of Life.